# Senyal Reial (segle XIII)

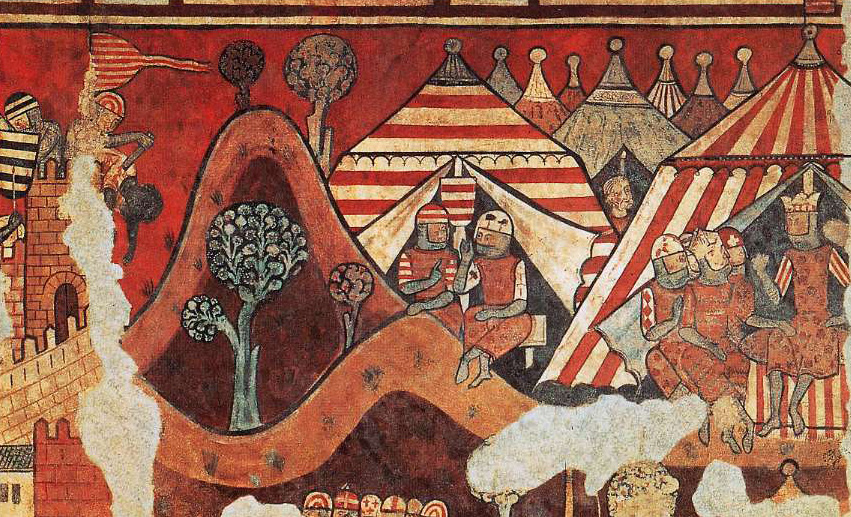
Senyera Reial coronant una torre en l'assalt final del Setge de Madīna Mayūrqa (1229) durant la Conquesta de Mallorca. Tot al llarg de l'edat mitjana el nombre de pals del Senyal Reial i la Senyera Reial fou variable.
(Pintures murals de la conquesta de Mallorca, 1285-1290; MNAC).

El Senyal Reial o Quatre Pals és el senyal heràldic aparegut per primera vegada en la història com a emblema personal de Ramon Berenguer IV (1114-1162). En heretar-lo tots els seus fills esdevingué el senyal heràldic del seu llinatge i tots els seus descendents el porten en els seus escuts d'armes. Originàriament no se li atorgà cap denominació específica, i així tant el rei Alfons II d'Aragó (c.1157-1196) com el seu fill Pere II d'Aragó (c.1177-1213) l'anomenaren «senyal propi» (signo proprio) o «senyal nostre» (signi nostri), i a la bandera, «nostra senyera» (vexillum nostrum). Els heraldistes s'hi refereixen en aquest període inicial com a «Quatre Pals» o «Pals d'or i de gules». A mitjans del segle xiii i durant el regnat de Jaume el Conqueridor aquest li assignà la dignitat (títol) reial, i passà a denominar-lo «senyal nostre reial» (signi nostri regium), «escut barrat a senyal reial» (scutum barratum ad signum regium) o simplement «senyal reyal» (signum regium). La bandera és referida, literalment, com «nostra senyera»:
| «                                                                                 | E quan vim nostra senyera sus en la torre descavalgam del cavall e endreçamnos vers horient e ploram de nostres uyls e besam la terra per la gran merce que Deus nos havia feyta. | » |
| — La Conquesta de la ciutat de València (1238); Jaume I d'Aragó, Llibre dels Fets | |   |

| «                                                                         | [..] signum illud quod de cetero deferatis scutum, scilicet, signi nostri regium et crucem desuper positam albam. | » |
| — Concessió del Senyal Reial a l'Orde de la Mercè (1256); Jaume I d'Aragó | |   |

## Els Quatre Pals: Senyal Reial del rei d'Aragó i comte de Barcelona

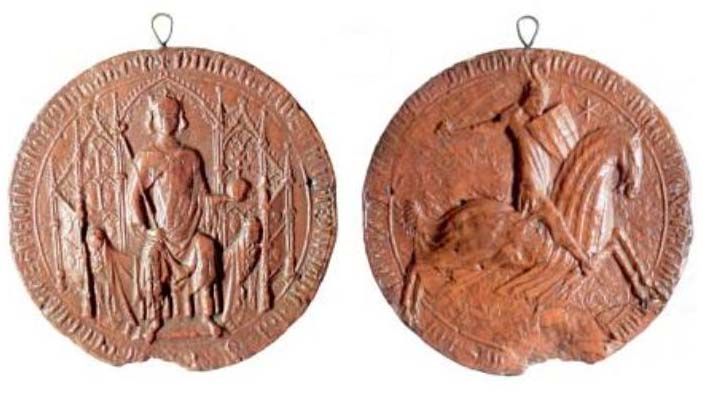
Segell Major -Flaó- de Pere el Cerimoniós.
Segons Menéndez Pidal des del primer segell emès per Alfons II d'Aragó, el Segell Major -el Flaó- seguí sempre el mateix patró: «como rey de Aragón es figurado en el anverso, sentado en su trono, en majestad, y como conde de Barcelona aparece en el reverso cabalgando con equipo de guerra, única representación que usara ya su padre, Ramón Berenguer IV».
(Real Academia de la Historia; GN4/637)

Alberto Montaner Frutos (El señal del rey de Aragón, 1995) planteja la tesi que des de mitjans del segle xiii, durant el regnat de Jaume I d'Aragó, el senyal dels quatre pals ja no era, tan sols, un senyal heràldic de llinatge sinó que també havia adquirit la connotació de senyal heràldic de dignitat territorial, i més concretament, que el senyal dels Quatre Pals es referia, en exclusiva, a la «dignitat reial aragonesa», sense referir-se per tant a cap de les altres dignitats que ostentava el rei: rei de València o comte de Barcelona. En favor d'aquesta tesi argumenta que fou aleshores quan al senyal dels quatre pals se'l començà a denominar «senyal reyal», fet que Alberto Montaner interpreta com una evidència que el senyal dels Quatre Pals s'associava únicament a la dignitat (títol) de ser rei d'Aragó, doncs efectivament aquesta era la dignitat més important i la que havia donat nom al Casal dels sobirans, el Casal d'Aragó.
Tanmateix però, Menéndez Pidal assenyala que a les cancelleries reials el Segell Major era el principal segell i el que podia reputar-se com a successor directe de l'antic segell personal únic que tenien els reis. La impromta del segell era anomenada Flaó, «segell de la majestat» o segell «de les taules» per ser l'únic la matriu del qual estava formada per dues taules per tal d'imprimir les dues cares del segell. La subscripció o validació de documents mitjançant segells tenia la funció anàloga a la qua actualment fa la firma autògrafa. El segell arribà als regnes cristians peninsulars a començament del segle xii, tot i que anteriorment ja se n'havien emprat per a tancar documents i cartes. Però els anteriors eren diferents tant pel que fa a les seves funcions, mida i contingut gràfic, doncs responien a un concepte diferent del segell. En el nou concepte de segell establert a principis del segle xii el titular posava especial interès a fer saber als altres, a través del seu contingut gràfic, la posició que ocupa en la societat: la seva auctoritas. En aquest contingut gràfic la imatge primava sobre la llegenda per la importància dels signes en la cultura medieval, de manera que en el retrat jeràrquic tan sols importen els atributs, les insígnies i les actituds de l'autoritat que exerceix.
Així mateix Faustino Menéndez Pidal de Navascués (2006) incideix en què fou Alfons II d'Aragó, fill de Ramon Berenguer IV, el primer rei d'Aragó a tenir segell de validació. Així mateix assenyala que a partir d'aleshores el Segell Major -el Flaó- tingué sempre dues cares que presenten els retrats del monarca corresponents a les dues principals «personalitats socials» corresponents a les seves titulacions. Com a rei d'Aragó és figurat a l'anvers jaient en un tron en majestat, i com a comte de Barcelona apareix en el revers cavalcant amb equip de guerra, única representació que emprés el seu pare Ramon Berenguer IV. La composició dels segells amb «doble retrat jeràrquic», la de reis d'Aragó i comtes de Barcelona, és totalment anàloga a la que ja havia emprat Lluís VII de França per expressar també la seva doble condició de rex Francorum, dux Aquitanorum, i també Guillem I d'Anglaterra com a rex Anglorum, dux Normadorum.

## Els Quatre Pals: senyal dels comtes de Foix i dels Sévérac
També els comtes de Foix empraren el senyal dels pals de gules sobre camper d'or. El primer segell d'un comte de Foix és el de Ramon Roger I de Foix (v 1152-1223), del qual el desgast no en permet apreciar els detalls. En un segell del 1229 del seu fill Roger Bernat II de Foix «el Gran» (1223 - 1241) ja apareix l'escut palat, que també apareix en els segells dels seus successors Roger IV de Foix (†1265) i Roger Bernat III de Foix (†1302). En aquesta sèrie de tres comtes, els seus escuts presenten un nombre variable de pals, 6, 5 i 4 respectivament, que configuren l'únic senyal dels comtes de Foix. En el segell del següent comte de Foix Gastó I (1288-1315), l'escut d'armes ja apareix quarterat amb el senyal de les vaques propi dels vescomtes de Bearn, heretat de la seva mare que fou la darrera del seu llinatge. En aquest escut d'armes quarterat del segle xiv apareix per primera vegada en les armes dels Foix el nombre de tres pals, nombre que ja quedarà fixat pels seus successors. Mai però, va aparèixer l'escut dels tres pals dels foix sol, sinó que en aquest nombre sempre apareix quarterat amb altres senyals.
A diferència dels comtes de Provença, en aquest cas no es dona la circumstància que una branca menor del Casal d'Aragó esdevingués comtes de Foix, raó per la qual no es pot al·legar que es tracta d'una aportació directa del senyal dels pals. Pastoureau (1980: p.99 i n.18) assenyalà el cas dels comtes de Foix com un argument en la seva teoria global sobre l'origen del senyal dels Quatre Pals. Per a ell hauria existit un suposat emblema preheràldic, una bandera d'un rei de Borgonya-Provença, durant el segle xi. Un cop esfondrat el dit regne molts dels comtes d'aquells territoris prengueren el senyal dels pals en recordança, justificant Pastoureau d'aquesta manera la notable presència de senyals heràldics palats d'or i gules en aquella zona geogràfica. Els Foix serien uns d'aquests casos, així com ho també ho serien els comtes de Barcelona, que en devenir comtes de Provença haurien adoptat aquesta pràctica de prendre el senyal palat en recordança d'aquella suposada bandera d'un rei de Borgonya-Provença. Aquesta teoria fou refutada l'any següent per Calicó (1981) i per Menéndez Pidal (1986: pp. 219-220).

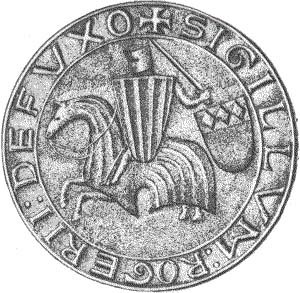
Segell de 1241 del comte de Foix Roger IV (†1265) amb el senyal dels Quatre Pals en nombre indefinit en l'escut i les gualdrapes del cavall. A la dreta les armes del vescomtat de Castellbò heretades de la seva mare Ermessenda de Castellbò.

Martí de Riquer (1983) fonamentava la seva anàlisi en la hipòtesi que el nombre de pals ja haurien mostrat un patró regular des del segle xii. Basant-se en aquesta hipòtesi i prenent com a base les armes dels comtes de Foix del segle xiv, els tres pals de gules en camp d'or en un escut quarterat, concloïa que es tractava d'una brisura per reducció d'un pal del senyal dels comtes de Barcelona. La brisura és una alteració d'un senyal heràldic per a distingir les branques menors o els bastards d'un llinatge. Per a argumentar doncs la filiació entre ambdós llinatges, Riquer esmetava un matrimoni hagut en data tan reculada com el 1118 entre Roger III de Foix i Ximena de Barcelona, filla de Ramon Berenguer III. Això no obstant, remarcava que no és que cregués que en el moment de l'enllaç, el 1118 i quan tot just encara no havia aparegut l'heràldica, els comtes de Foix ja tinguessin armes heràldiques, sinó que en temps més moderns haurien adoptat els tres pals en memòria d'aquest enllaç.
Per a Faustino Menéndez Pidal de Navascués (1986: 219), (1991:680 i (2004) és que es tracti d'una adopció d'armes d'homenatge a fi d'invocar, o bé que un noble vassall ha retut homenatge a un noble superior, o bé a fi mostrar un antic parentiu de l'època preheráldica. Alberto Montaner Frutos (1995) és de la mateixa opinió i ho atribueix a armes d'homenatge, invocant sobre aquest sistema de transmissió les obres de Menéndez Pidal (1982: 243-45) i Pastoreau (1993: 35, 44 i 301). Recorda que el comte Roger Bernat I de Foix «el Gras» reté homenatge a Alfons II d'Aragó el 1188, i que llavors el seu fill, o el seu net, haurien adoptat el senyal dels Quatre Pals invocant el vassallatge que havia retut pel seu pare, o el seu avi, segons sigui el cas.
El cas de les armes dels Sévérac no està resolt, per bé que Menéndez Pidal recorda que la baronia de Sévérac formava part del vescomtat de Milhau, que Gui de Sévérac morí el 1181 amb Ramon Berenguer IV de Provença enfrontant-se als partidaris del comte de Tolosa i que per notícies posteriors es conclou que eren d'or i gules.

## Els Quatre Pals en les armes dels jutges d'Arborea
Aquest tipus de transmissió d'armes heràldiques, adoptant un noble vassall les armes del noble superior a qui havia retut homenatge, o per mostrar un antic parentiu de l'època preheráldica, també seria segons Casula (1985:66a-b) i Alberto Montaner Frutos (1995) la raó per la qual els jutges d'Arborea tindrien en les seves armes els Quatre Pals: en senyal extern del vassallatge prestat. Aquest hauria estat retut pel jutge d'Arborea Hug II d'Arborea a Jaume II d'Aragó, de manera que el primer hauria unit les seves armes personals —l'arbre d'Arborea—, amb el senyal del noble a qui havia retut homenatge, les armes del rei d'Aragó; responia amb aquest plantejament a la interpretació que n'havia fet Armand de Fluvià (1995) assenyalant que les armes dels jutges d'Arborea del casal de Bas eren un prova per a plantejar un origen català dels Quatre Pals, inclús anterior per no ser descendent directe de Ramon Berenguer IV, sinó de Ramon Berenguer III, una situació idèntica al cas dels comtes de Foix, i que Martí de Riquer ja descartà.